# Conversations

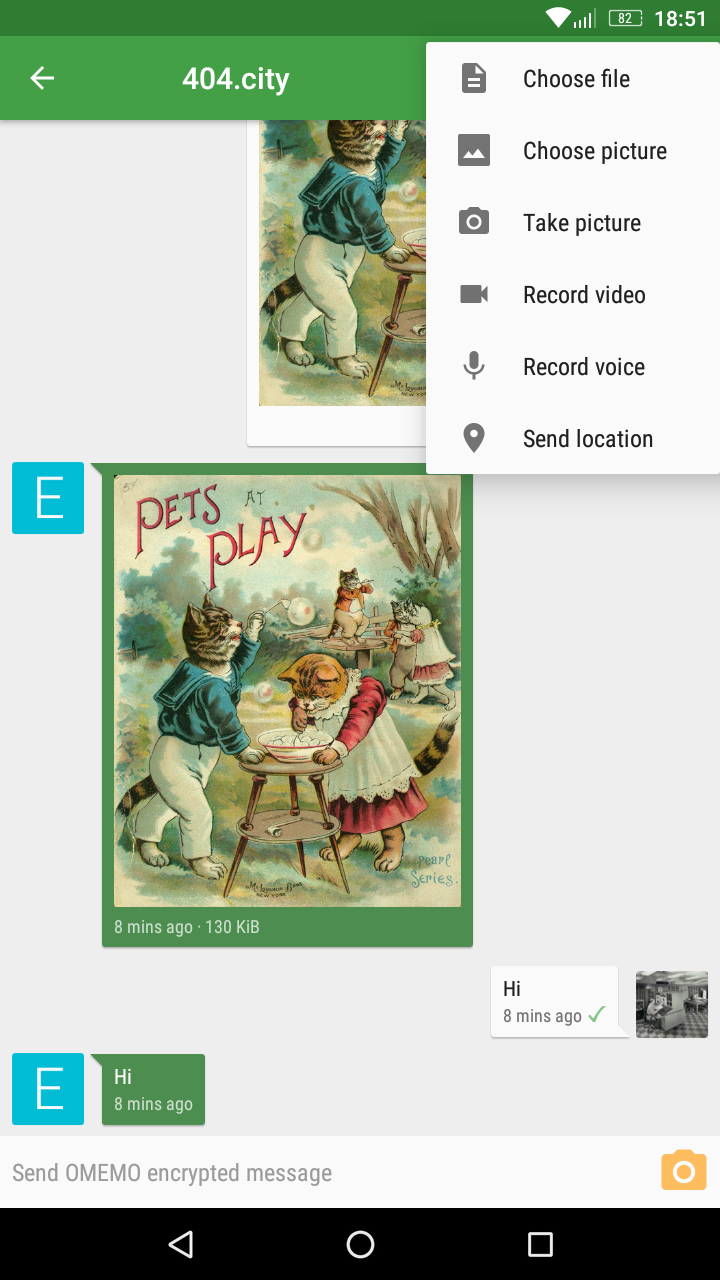
Captura de tela do Conversations

Conversations é um software livre e um aplicativo de mensagens instantâneas para Android. Ele é amplamente baseado em padrões abertos reconhecidos, como o Extensible Messaging and Presence Protocol (XMPP) e Transport Layer Security (TLS).
O foco do desenvolvimento está na comunicação segura e na implementação de extensões XMPP que são importantes para uso móvel. A imprensa especializada elogiou a natureza descentralizada e aberta da rede de transmissão e a usabilidade simples e intuitiva com orientação do usuário familiar de outros aplicativos. Ele é reconhecido como uma tentativa séria de aumentar a adequação em massa de mensagens baseadas em XMPP a um nível competitivo.
O código-fonte do software é mantido no GitHub e está sujeito aos termos da licença GPL-3.0-only. O aplicativo pode ser instalado gratuitamente (ou com doações) usando a F-Droid ou mediante taxa na Play Store. A Google registrou mais de 100.000 instalações em novembro de 2020.

## História
Após as revelações de Edward Snowden em junho de 2013 e a compra do WhatsApp pelo Facebook em fevereiro de 2014, mensageiros "seguros" para dispositivos móveis estavam ganhando popularidade. O código-fonte inicial do Conversations foi contribuído para o repositório público em 24 de janeiro de 2014, e a primeira versão oficial, 0.1, foi lançada em 24 de março de 2014. Conversations logo recebeu um feedback positivo.
Conversations foi adicionado à Play Store no final da primavera de 2014 e ao repositório alternativo de software Android, F-Droid, com a versão 0.1.3 em 6 de abril de 2014.